# آلکوبیلا دو لاس پناس
آلکوبیلا دو لاس پناس دهستانی است که در استان سریا، کاستیا و لئون، اسپانیا قرار دارد. بر اساس سرشماری سال ۲۰۰۴، این شهر ۸۲ ساکن دارد.